# Montgirod
Montgirod è un comune francese soppresso e frazione del dipartimento della Savoia della regione dell'Alvernia-Rodano-Alpi. Dal 1º gennaio 2016 si è fuso con i comuni di Aime e Granier per formare il nuovo comune di Aime-la-Plagne.

## Società

### Evoluzione demografica
Abitanti censiti